# Mohican Township
Mohican Township ist eines von fünfzehn Townships des Ashland Countys im US-Bundesstaat Ohio. Das U.S. Census Bureau hat bei der Volkszählung 2020 eine Einwohnerzahl von 2.078 ermittelt.

## Geographie
Mohican Township liegt im Südosten des Ashland Countys im mittleren Nordosten von Ohio und grenzt im Uhrzeigersinn an die Townships: Perry Township, im Wayne County an die Townships Chester Township, Plain Township und Clinton Township, Lake Township, Green Township, Vermillion Township und Montgomery Township.

## Verwaltung
Das Township wird durch ein Board of Trustees, bestehend aus drei gewählten Mitgliedern, verwaltet. Zwei Personen werden jeweils im Jahr nach der Präsidentschaftswahl gewählt und eine jeweils im Jahr davor. Die Amtszeit dauert in der Regel vier Jahre und beginnt jeweils am 1. Januar. Daneben gibt es noch einen Township Clerk (Schriftführer), der ebenfalls im Jahr vor der Präsidentschaftswahl auf eine vierjährige Amtszeit gewählt wird. Dessen Amtszeit beginnt jeweils am 1. April.